# Lliga liberiana de futbol
La lliga liberiana de futbol (Liberian Premier League) és la màxima competició futbolística de Libèria. És organitzada per la Federació de Libèria. Fou creada l'any 1956. Tots els clubs campions (a data d'octubre 2008) són equips de la capital Monròvia.

## Clubs participants temporada 2015-16
- Barrack Young Controllers (Monròvia)
- ELWA United (Monròvia)
- FC Fassell (Monròvia)
- Holder FC (Monròvia)
- Keitrace FC (Monròvia)
- LISCR (Monròvia)
- LPRC Oilers (Monròvia)
- Mighty Dragons (Gbarnga)
- Nimba United (Sanniquellie)
- Watanga FC (Monròvia)

## Historial
Font:
- 1956-62: desconegut
- 1963:  Invincible Eleven (1)
- 1964:  Invincible Eleven (2)
- 1965:  Invincible Eleven (3)
- 1966:  Invincible Eleven (4)
- 1967:  Mighty Barolle (1)
- 1968-71: no es disputà
- 1972:  Mighty Barolle (2)
- 1973:  Mighty Barolle (3)
- 1974:  Mighty Barolle (4)
- 1975: no es disputà
- 1976:  Saint Joseph Warriors (1)
- 1977: no es disputà
- 1978:  Saint Joseph Warriors (2)
- 1979:  Saint Joseph Warriors (3)
- 1980:  Invincible Eleven (5)
- 1981:  Invincible Eleven (6)
- 1982: no es disputà
- 1983:  Invincible Eleven (7)
- 1984:  Invincible Eleven (8)
- 1985:  Invincible Eleven (9)
- 1986:  Mighty Barolle (5)
- 1987:  Invincible Eleven (10)
- 1988:  Mighty Barolle (6)
- 1989:  Mighty Barolle (7)
- 1990: no es disputà
- 1991:  LPRC Oilers (1)
- 1992:  LPRC Oilers (2)
- 1993:  Mighty Barolle (8)
- 1994:  NPA Anchors (1)
- 1995:  Mighty Barolle (9)
- 1996:  Junior Professional (1)
- 1997:  Invincible Eleven (11)
- 1998:  Invincible Eleven (12)
- 1999:  LPRC Oilers (3)
- 2000-01:  Mighty Barolle (10)
- 2002:  LPRC Oilers (4)
- 2003: no finalitzat
- 2004:  Mighty Barolle (11)
- 2005:  LPRC Oilers (5)
- 2006:  Mighty Barolle (12)
- 2007:  Invincible Eleven (13)
- 2008:  Black Star FC (1)
- 2009:  Mighty Barolle (13)
- 2010-11:  LISCR (1)
- 2012:  LISCR (2)
- 2013:  Barrack Young C. (1)
- 2013-14:  Barrack Young C. (2)
- 2015:  Nimba United (1)
- 2016:  Barrack Young C. (3)
- 2016-17:  LISCR (3)
- 2018:  Barrack Young C. (4)
- 2019:  LPRC Oilers (6)
- 2019-20: Cancel·lat
- 2020-21:  LPRC Oilers (7)[2]
- 2021-22:  Watanga FC (1)
- 2022-23:  LISCR (4)
- 2023-24:  Watanga FC (2)
- 2024-25:  FC Fassell (1)